# La plaga final
La plaga final (títol original en francès Pars vite et reviends tard, traduïble com "Marxa ràpidament i torna tard") és una pel·lícula de 2007 sobre el retorn de la pesta al París modern, dirigida per Régis Wargnier i basat en la novel·la homònima de Fred Vargas.
Va ser llançat a França el 24 de gener de 2007. Ha estat traduïda al català.

## Argument
L'acció té lloc a l'actual París. Un misteriós desconegut prediu l'esclat de la pesta. Diversos ciutadans es queixen perquè a la seva porta hi havia pintat un 4 mirall invertit, visible des de lluny. El comissari Adamsberg va treballar en els casos i va conèixer l'historiador retirat Hervé Decambrais, que va ajudar a interpretar el símbol.
La profecia sembla fer-se realitat. Aviat es troba el primer cadàver amb marques negres a la pell. La pesta també s'anomena "la pesta negra". El jove vivia darrere la porta d'un apartament sense el símbol de l'horror. Ràpidament es fa clar per què. El mirall invertit 4 es va utilitzar a l'edat mitjana per protegir contra la malaltia infecciosa mortal. Al mateix temps, un lector públic rep regularment missatges misteriosos que Hervé interpreta com a anuncis d'una epidèmia de pesta. El rètol de les portes sempre acaba amb CLT; un arqueòleg entrevistat per Adamsberg reconeix aquesta abreviatura i l'identifica com cito longe tarde, en llatí "fuig ràpid i lluny i no tornis massa aviat".
El col·lega d'Adamsberg és mossegat per puces trobades en un sobre a l'apartament del mort. Mentre l'anàlisi de laboratori d'aquests paràsits està en curs -el cultiu dura sis dies- cada vegada es troben més víctimes. Però aleshores el metge del laboratori pot refutar la sospita de pesta. Curare, un verí de fletxes, paralitza el diafragma i els pulmons de les víctimes en qüestió de segons. Tots els cadàvers tenien un lloc de punció al coll.
Les investigacions policials estan tan avançades que s'ha trobat una connexió biogràfica entre les víctimes -de moment n'hi ha cinc-. Tots treballaven per a una empresa farmacèutica al Congo alhora. La llista d'empleats inclou un altre francès. Roubaud, l'últim supervivent, informa als agents de policia investigadors com ell i els seus col·legues en aquell moment van matar el cap de la companyia farmacèutica perquè va descobrir el seu negoci de drogues desenfrenat al Congo.
François Heller-Devile deixa un fill. Aquest, que ara és un jove, és sospitós de venjar la mort del seu pare juntament amb la seva àvia Clémentine. Quan tenia 12 anys, Damas va veure l'assassinat disfressat d'accident. Segons la seva creença psicòtica, Clémentine cria rates al seu soterrani que estan infectades amb la pesta. Està obsessionada amb el tema de la "pesta". Havia enviat les puces rosegadores en sobres als sis assassins del seu fill. Damas, que també té problemes psicològics des de la mort del seu pare, va marcar les portes dels que no havien de ser atacats pel patogen de nit, és a dir, els veïns de les víctimes posteriors. De fet, els dos no van estendre la plaga.
La mitja germana de Damas, Marie, és l'autèntic assassí. Va conèixer el desig de venjança de Damas i va injectar el verí a les víctimes. Va utilitzar carbó vegetal per dibuixar punts negres a la pell de les víctimes per simular la pesta com a causa de la mort. Amargada pel seu destí, no estimada i rebutjada pel seu pare, va buscar la fortuna del seu pare, que ara pertany a Damas. Clémentine està ingressada en psiquiatria, Damas rep una condemna de 5 anys de presó.

## Repartiment
- José Garcia - Inspector en cap Jean-Baptiste Adamsberg
- Marie Gillain -  Marie
- Lucas Belvaux - Danglard
- Olivier Gourmet - Joss Le Guern
- Philippe Bas - Maurel
- Nicolas Cazalé - Damas
- Linh Dan Pham - Camille
- Michel Serrault - Hervé Decambrais/Hervé Ducouëdic
- Grégory Gadebois - Bordenave
- Frédéric Jardin - François Heller-Devile

## Producció
El rodatge va tenir lloc a París durant l'estiu 2006. Aquesta és la segona vegada que Linh Dan Pham col·labora amb Régis Wargnier. El 1992, va protagonitzar la pel·lícula Indoxina en el paper de Camille. Aquest és l'últim llargmetratge de Michel Serrault, que va morir el 29 de juliol de 2007.
Observem un anacronisme: se suposa que François Heller-Deville va ser assassinat a l'Àfrica l'any 1992. Tanmateix, a l'escena de la seva arribada al Congo a bord del seu jet privat, podem llegir a la cabina "Beechcraft Premier I", avió que va fer el seu primer vol el 22 de desembre de 1998.
Aquesta és la primera pel·lícula rodada als edificis del recinte François-Mitterand de la Biblioteca Nacional de França.